# 延斯·博登
延斯·博登（德語：Jens Boden，1978年8月29日—），德国男子速度滑冰运动员。他曾代表德国参加2002年和2006年冬季奥林匹克运动会速度滑冰比赛，其中2002年冬季奥运会获得男子5000米铜牌。